# Maison forte de Saint-Germain
Ne doit pas être confondu avec Château de Saint-Germain (Ain).
La maison forte de Saint-Germain ou Tour de Gy est une ancienne maison forte, des XIVe – XVe siècles, centre de la seigneurie de Gy, qui se dresse sur la commune d'Ambérieu-en-Bugey dans le département de l'Ain en région Auvergne-Rhône-Alpes.
La maison forte fait l'objet d’une inscription au titre des monuments historiques par arrêté du 6 décembre 1984.

## Situation
La maison forte de Saint-Germain ou Tour de Gy est située dans le département français de l'Ain sur la commune d'Ambérieu-en-Bugey, sur le penchant d'un coteau.

## Histoire

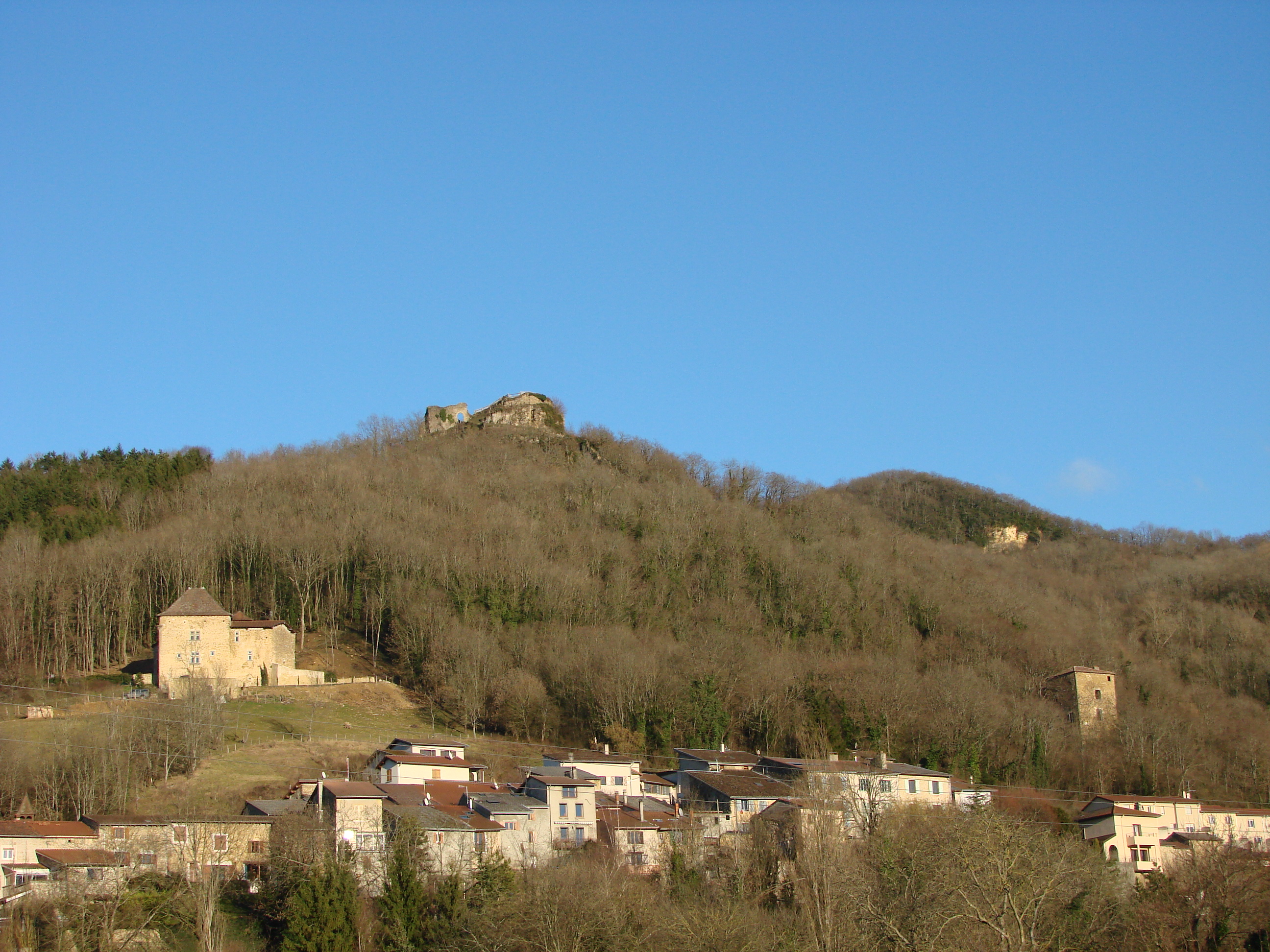
Vue de Saint-Germain-d'Ambérieu, de la maison forte et du château de Saint-Germain.

Le fief avec maison forte est, vers 1440, la possession de Guillaume, seigneur de Bolomier (Poncin), maître des requêtes, puis vice-chancelier de Savoie, sur lequel il est confisqué par le duc de Savoie, qui l'inféode à André de Chevron Villette, dont les héritiers l’aliènent à Jean-François de Lucinge, seigneur de la Motte (Treffort-Cuisiat). René de Lucinge, son fils, seigneur de la Motte et des Allymes remet la maison noble et la tour de Gy à son frère, Jean-François de Lucinge, écuyer, seigneur de Gy, capitaine au régiment de la Grange, à la réserve des rentes nobles dépendantes de Gy lorsqu'il se marie avec Renée-Isabeau de Rovorée, fille de Louis de Rovorée, écuyer, seigneur de Montburon (Confrançon) et d'Attignat, le 1er octobre 1627.
Vers 1650, les héritiers dudit sieur de la Motte jouissent des rentes ; quant à la maison et ses dépendances, elles sont par rétention[Quoi ?] la possession de ladite Rovorée.
Cette terre reste dans la famille de Lucinge jusque vers la fin du XVIIe siècle. Elle passe ensuite à François de Suduyrand, qui la donne, le 6 juillet 1731, à Jacques Estienne, écuyer. En 1789, elle appartenait à la famille Dujast.
La maison forte est ruinée en 1595.

## Description

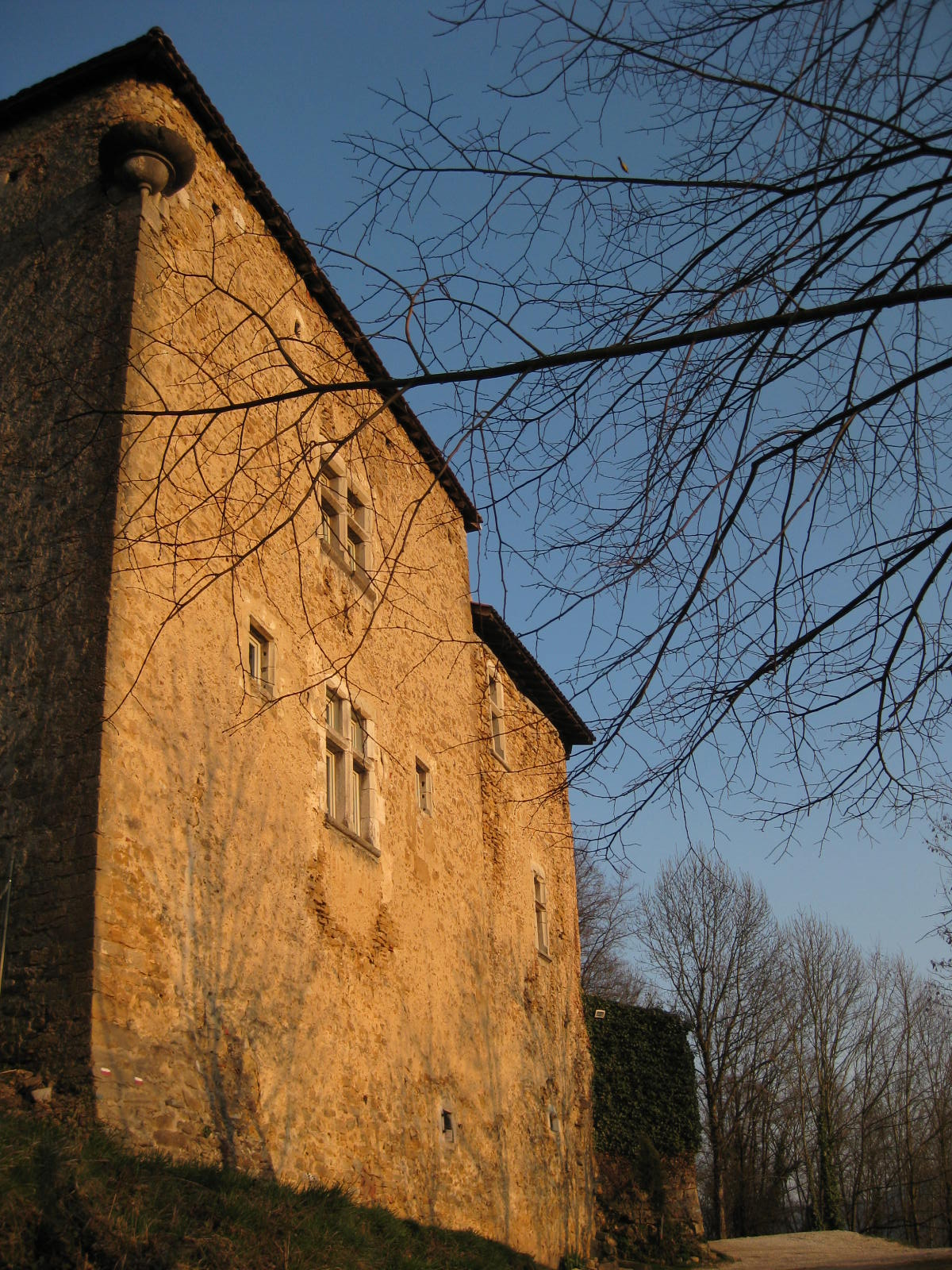
Le corps principal de Tour de Gy (Ain), avec ses fenêtres à meneaux.
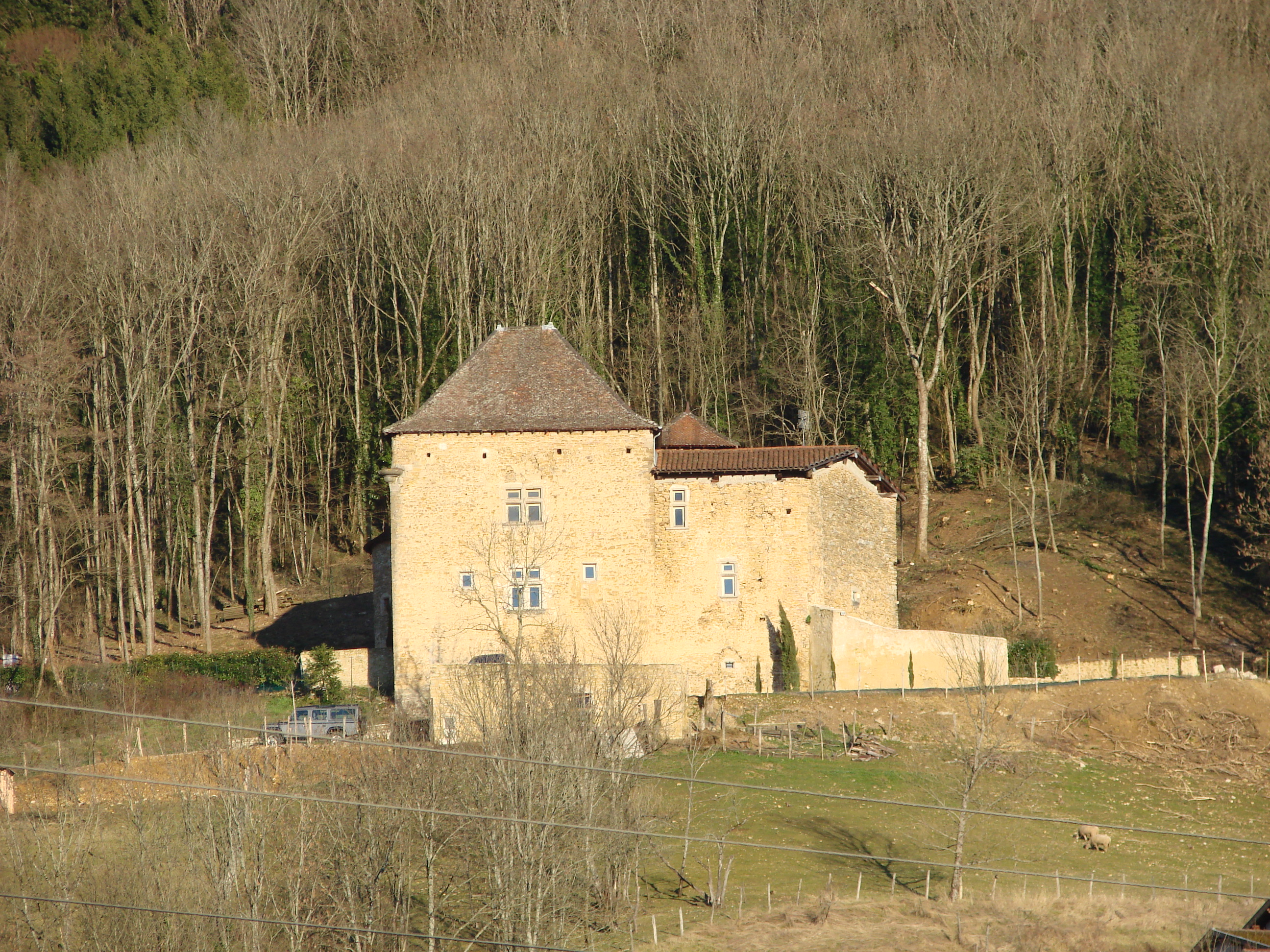
Vue de face.
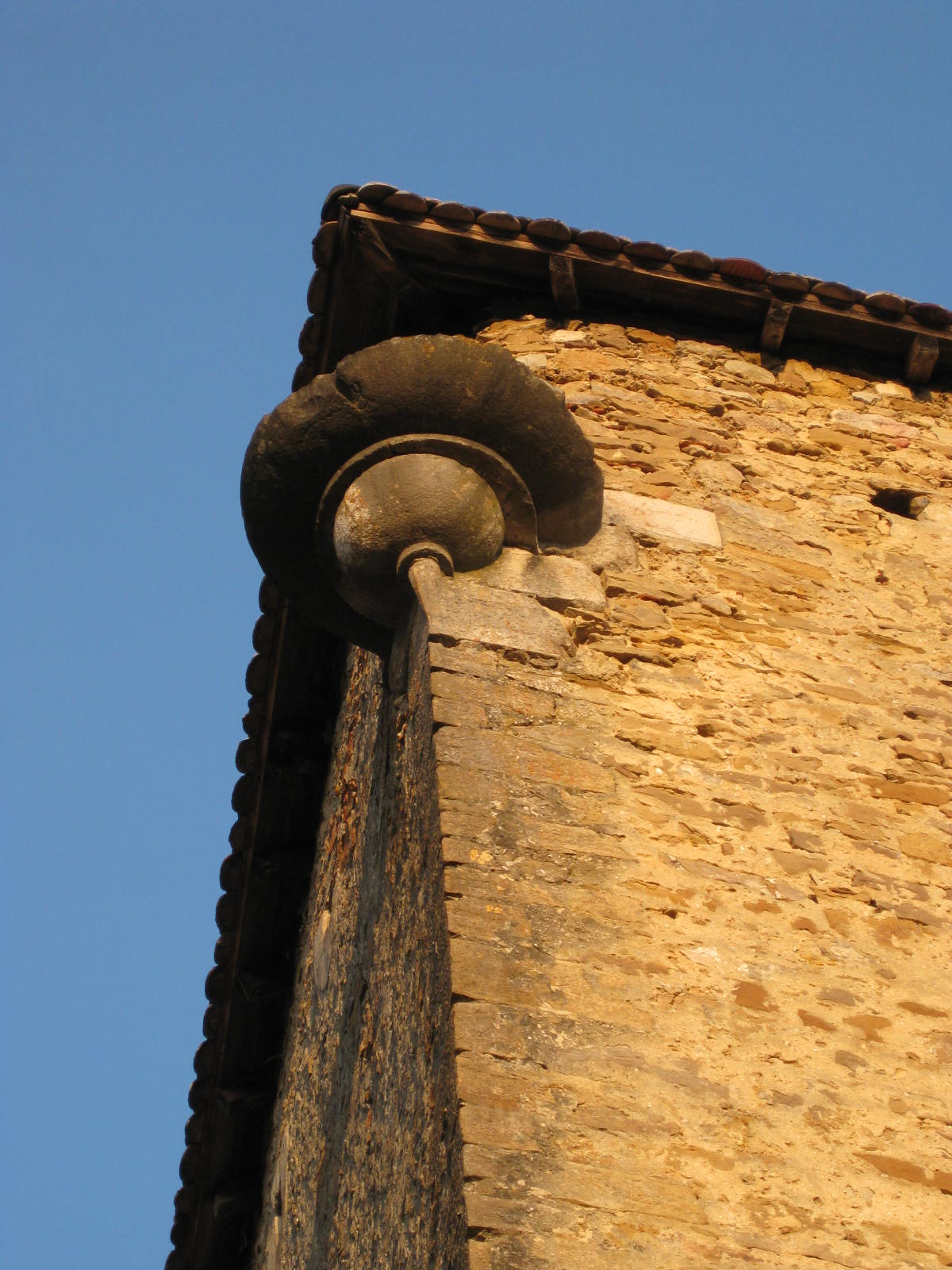
Vestige d'échauguette de la Tour de Gy.